# Buceacikî, Sneatîn
Buceacikî (în ucraineană Бучачки) este un sat în comuna Balînți din raionul Sneatîn, regiunea Ivano-Frankivsk, Ucraina.

## Demografie
Componența lingvistică a localității Buceacikî
     Ucraineană (99,57%)
     Alte limbi (0,43%)
Conform recensământului din 2001, majoritatea populației localității Buceacikî era vorbitoare de ucraineană (99,57%), existând în minoritate și vorbitori de alte limbi.